# Fortune (album)
Fortune – piąty studyjny album amerykańskiego wokalisty R&B Chrisa Browna, którego premiera odbyła się 29 czerwca 2012 roku w Irlandii, Niemczech, Holandii oraz Francji. Wydawnictwo ukazało się nakładem wytwórni RCA Records. Płyta została wyprodukowana przez m.in. Danja, The Runners, Polow da Don, RedOne, Boi-1da czy Benny Benassi i inni. Wśród gości pojawili się Big Sean, Wiz Khalifa, Nas, Kevin McCall czy Sevyn Streeter oraz Sabrina Antoinette. Producentami wykonawczymi produkcji byli Chris Brown, Mark Pitts, Team Breezy oraz Tina Davis.
Płyta debiutowała na szczycie notowania Billboard 200 ze sprzedażą 135 000 sztuk w pierwszym tygodniu, stając się drugim albumem Browna, który osiągnął 1. miejsce. 25 marca 2016 r. album został zatwierdzony jako platyna przez stowarzyszenie RIAA.

## Lista utworów
| Nr  | Tytuł utworu                                       | Producent                                                | Długość |
| --- | -------------------------------------------------- | -------------------------------------------------------- | ------- |
| 1.  | „Turn Up the Music”                                | The Underdogs, RedOne, Fuego                             | 3:48    |
| 2.  | „Bassline”                                         | PopWansel, Dayvijae                                      | 3:59    |
| 3.  | „Till I Die” (gości. Big Sean & Wiz Khalifa)       | Danja                                                    | 3:56    |
| 4.  | „Mirage” (gości. Nas)                              | Harmony AKA H-Money                                      | 4:17    |
| 5.  | „Don't Judge Me”                                   | The Messengers                                           | 4:00    |
| 6.  | „2012”                                             | Shropshire, McCall                                       | 4:08    |
| 7.  | „Biggest Fan”                                      | The Runners, The Monarch                                 | 3:59    |
| 8.  | „Sweet Love”                                       | Polow da Don, Perry                                      | 3:20    |
| 9.  | „Strip” (gości. Kevin McCall)                      | Tha Bizness                                              | 2:47    |
| 10. | „Stuck on Stupid”                                  | Kennedy, Jones                                           | 3:59    |
| 11. | „4 Years Old”                                      | Polow da Don, Hitz                                       | 3:49    |
| 12. | „Party Hard / Cadillac (Interlude)” (gości. Sevyn) | Kennedy, Boi-1da, Brown                                  | 5:14    |
| 13. | „Don't Wake Me Up”                                 | Benny Benassi, Alle Benassi, Free School, Orbit, Kennedy | 3:42    |
| 14. | „Trumpet Lights” (gości. Sabrina Antoinette)       | Polow da Don, Harmon                                     | 3:47    |
|     |                                                    |                                                          | 54:45   |